# 세상끝의 향기
"세상끝의 향기"는 1992년에 개봉한 대한민국의 영화이다.

## 캐스팅
- 정동환 : 기석 역
- 정낙희 : 해임 역
- 김정석
- 정재순
- 서학
- 진봉진
- 김재건
- 김정숙
- 조선묵
- 최민금
- 이주희
- 우규선
- 김준 (특별출연)